# Gonydactylus martinstolli
Gonydactylus martinstolli är en ödleart som beskrevs av  Darevsky, Helfenberger ORLOV och SHAH 1998. Gonydactylus martinstolli ingår i släktet Gonydactylus och familjen geckoödlor. Inga underarter finns listade i Catalogue of Life.